# Клетус Кэседи
Кле́тус Ко́ртланд Кэ́седи (англ. Cletus Cortland Kasady) — суперзлодей, фигурирующий в американских комиксах, публикуемых издательством Marvel Comics. Создан писателем Дэвидом Микелайни и художником Эриком Ларсеном. Персонаж впервые появился в комиксе The Amazing Spider-Man #344 (март 1991) как первый и самый известный носитель симбиота Карна́жа (англ. Carnage), потомка Венома. Будучи сумасшедшим серийным убийцей, Клетус Кэседи соединился с симбиотом, находясь в одной камере с носителем Венома, Эдди Броком, и сбежал из тюрьмы, используя сверхчеловеческие способности, дарованные симбиотом. Впоследствии он стал серьёзной угрозой для Венома и Человека-паука, которые заключали временные союзы, чтобы победить злодея. Кэседи и Карнаж имеют идеальный симбиоз, поскольку оба обладают садистскими наклонностями, а симбиот только усиливает уже имеющиеся склонности Клетуса к насилию.
С момента появления на страницах комиксов персонаж был представлен в других медиасферах, включая телесериалы и видеоигры. В кино Клетуса сыграл актёр Вуди Харрельсон, представив персонажа в фильмах Вселенной Человека-паука от Sony «Веном» (2018) и «Веном 2» (2021), в последнем из которых Кэседи соединился с Карнажем. В 2009 году Клетус Кэседи как носитель Карнажа был включён в список величайших злодеев комиксов всех времён по версии IGN, заняв 90-е место.

## История создания
Дэвид Микелайни создал Карнажа, чтобы тот выступал более тёмной версией Венома, намереваясь убить человеческое альтер эго Венома, Эдди Брока, в The Amazing Spider-Man #400, чтобы симбиот и далее продолжил связываться с рядом других носителей. Однако ввиду возросшей популярности Эдди Брока и Венома издательство не позволило ему это сделать. Микелайни решил создать нового суперзлодея: полного психопата, который, в отличие от Венома, не имел никаких моральных ценностей. Человеческая часть персонажа, Клетус Кэседи, была разработана художником Эриком Ларсеном, который создал персонажа по образцу суперзлодея Джокера из DC Comics. В Ultimate Spider-Man автор Брайан Майкл Бендис сделал Карнажа симбиотом без носителя.
Клетус Кэседи был введён в The Amazing Spider-Man Vol. 1 #344, а в качестве Карнажа появляется только в The Amazing Spider-Man Vol. 1 #361. Как носитель симбиота Карнажа, он является главным злодеем в комиксе 1993 года «Maximum Carnage», 14-серийном кроссовере, охватившем все выпуски Человека-паука. В 1996 году были выпущены два односерийных комикса, полностью посвящённых Карнажу, под названием Carnage: Mind Bomb и Carnage: It’s a Wonderful Life, оба из которых развивают его характер.
После появления в 2004 году в «Новых Мстителях» персонаж считался мёртвым и отсутствовал в комиксах почти шесть лет. В ограниченной серии 2010—2011 годов под названием Carnage состоялось возвращение Кэседи в образе Карнажа. Комикс был выпущен в привязке к сюжетной линии «Big Time» в The Amazing Spider-Man. Затем последовала ещё одна ограниченная серия из пяти выпусков под названием Carnage U.S.A., опубликованная в 2011—2012 годах. В 2012 году Карнаж появился в кроссовере «Minimum Carnage» между Scarlet Spider vol. 2, Venom vol. 2 и двумя однотомниками Minimum Carnage Alpha и Minimum Carnage Omega. Персонаж пересекается с Превосходным Человеком-пауком в ограниченной серии из пяти выпусков 2013 года под названием «Превосходный Карнаж», написанной Кевином Шиником.
Новая серия о Карнаже, стартовавшая в ноябре 2015 года в рамках перезапуска Marvel после «Secret Wars», была написана Джерри Конвеем и Майком Перкинсом.

## Биография

### Детство
Клетус Кэседи — социопат и садист-убийца. Он безумный человек с тёмным прошлым: родился в психиатрической тюрьме Рэйвенкрофт, где его сердце остановилось на несколько минут, пока его не оживил Налл, чтобы тот освободил его из Клинтара. В детстве Клетус убил свою бабушку, столкнув её с лестницы, пытался убить свою мать, уронив фен в её ванну, а также пытал и убил дрелью собаку своей матери. Затем его мать пыталась убить Клетуса и, по-видимому, была избита до полусмерти отцом Клетуса, который не получил никакой защиты от сына во время судебного процесса. Будучи сиротой, Кэседи был отправлен в приют для мальчиков Сент-Эстес, где его антисоциальное поведение сделало его объектом издевательств как со стороны других сирот, так и со стороны персонала. Кэседи отомстил, убив дисциплинированного администратора, толкнув девочку (которая смеялась над ним за то, что он предложил ей встречаться) под движущийся автобус и сжёг приют. Именно в годы жестокого пребывания в Сент-Эстесе Клетус приобрёл философию о том, что жизнь по сути бессмысленна и бесполезна, что «законы — это только слова», и стал считать распространение хаоса через беспорядочное кровопролитие «высшей свободой» и думать, что он действительно «освобождает» людей.

### Соединение с симбиотом
Клетус Кэседи стал серийным убийцей. Его отправили в тюрьму на острове Рейкера за 11 убийств (хотя он хвастался, что убил ещё дюжину), где он делил камеру с Эдди Броком, носителем инопланетного симбиота, превращающего его в суперзлодея Венома. Когда к Броку вернулся его симбиот Веном, чтобы воссоединиться со своим носителем и дать ему возможность сбежать на свободу, он неосознанно оставил в камере своё потомство; ввиду своего инопланетного менталитета симбиот не чувствовал к своему отпрыску эмоциональной привязанности, не считая его чем-то значимым, и, таким образом, никогда не давал знать Броку о существовании другого симбиота через их телепатическую связь. Затем новый симбиот соединился с Клетусом, превратив его в суперзлодея Карнажа. Связь между симбиотом Карнажем и Кэседи получилась сильнее, чем связь между Броком и симбиотом Веномом. В результате Карнаж — это куда более жестокий, мощный и смертоносный симбиот, нежели Веном. Он сбежал из тюрьмы и провёл серию убийств, написав на месте каждого преступления на стенах слово «Карнаж» собственной кровью. Его обнаружил Человек-паук, но сам совладать с силами Карнажа супергерой не смог. В отчаянии Человек-паук заключил перемирие с Веномом, чтобы вместе дать отпор общему врагу. Симбиот Карнаж был побеждён и, по-видимому, уничтожен звуковым оружием. Человек-паук и Веном не знали, что более глубокая синхронизация симбиота с его хозяином помогла ему спастись от смерти. Войдя в тело Кэседи через маленький порез, он смешался с его кровью (что и определило его красный окрас).

### Maximum Carnage
После проигрыша Человеку-пауку Клетус Кэседи оказывается «Рэйвенкрофте». Выясняется, что интегрировавшийся в его кровь Карнаж изменил его физиологию и метаболизм. По этой причине Кэседи мог сгенерировать копию своего симбиота, вызвав у себя кровотечение. Повредив запястья наручниками, Клетус — уже Карнаж — сбегает из мест заключения вместе с суперзлодейкой по имени Фрэнсис Бэррисон, известная как Визг. У них завязываются романтические отношения. Позже они встречают Доппельгенгера, клона Человека-паука, созданного во время Войны Бесконечности. В их «семье» он становится домашним животным. Карнаж и Визг решают устроить резню в городе, позже к ним присоединились Падаль и Демогоблин, которые выступали в качестве их сыновей. Победить «семейку» удалось только объединёнными усилиями Человека-паука и Венома с такими супергероями, как Найтуоч, Капитан Америка, Морбиус, Железный кулак, Огненная звезда, Чёрная кошка, Детлок и Плащ и Кинжал.

### Web of Carnage
Во время последующего побега из тюрьмы Клетус решил убить своего единственного друга детства Билли Бентима, надеясь опровергнуть мнение о том, что за дружбу нужно платить добром. Карнаж почти победил Человека-паука, пока Бентим не обманул Карнажа, заставив его вернуться в человеческую форму, что позволило Человеку-пауку вырубить Кэседи простым ударом.
Хотя симбиот был связан с кровеносной системой Клетуса, он нашёл способ покинуть своего хозяина, пройдя через водопроводные трубы института. В результате его отсутствия Кэседи всё больше слабел. Симбиот сначала взял под контроль Джона Джеймсона, а затем передал себя Человеку-пауку (которым, на тот момент, являлся Бен Рейли). Рейли попытался уничтожить симбиота, подвергнув себя потенциально смертельной вспышке микроволновой энергии, после чего симбиот Карнаж сбежал обратно к ослабевшему Клетусу.
Позже Кэседи смог сбежать из тюрьмы, когда новый губернатор Рэйвенкрофта решил сэкономить деньги, отключив некоторые защитные системы вокруг камеры Клетуса, недооценив уровень осведомлённости симбиота о своём окружении. Во время побега он столкнулся с Человеком-пауком и Серебряным Сёрфером. Симбиот, доведённый до паники генетическими воспоминаниями о том, как Галактус поглотил планету симбиотов, отделился от Клетуса и соединился с Сёрфером, чтобы остановить его, в то время как Человек-паук был вынужден отвезти Кэседи в больницу. Узнав, что убийца умирает от опухоли желудка, которую сдерживал симбиот, Человек-паук был вынужден помочь Сёрферу вернуть симбиота Клетусу, чтобы спасти его жизнь, но затем Сёрфер запечатал Кэседи в нерушимую тюрьму, чтобы заставить его вечно размышлять о своих грехах.

### Смерть и воскрешение
Выследив Кэседи в тюрьме, специально предназначенной для его содержания — как он сбежал из тюрьмы Серебряного Сёрфера, так и не было установлено, — Веном в конце концов возвращает симбиота Карнажа в своё тело «навсегда». Без симбиота Клетус пытается вновь принять облик Карнажа, пролив на себя красную краску и продолжая свои убийства, утверждая, что он всё ещё обладает хотя бы частью силы Карнажа, и убеждая, что ему нужно только убить Человека-паука и Венома, чтобы вернуть своего симбиота, но Человек-паук легко побеждает его в поединке. Позже Кэседи оказался в Негативной Зоне, где странный голос направил его к другому симбиоту, который хранился запечатанным где-то в Зоне. Когда Клетус соединился с ним, таинственный голос показал, что это остатки симбиота Карнажа, который поглотил другого симбиота, чтобы регенерировать себя и снова стать Карнажем.

### Прорыв
Карнаж вместе с другими суперзлодеями пытается сбежать из тюрьмы для суперзлодеев «Рафт». Прибывший туда супергерой Часовой разорвал Карнажа пополам, улетев с ним в космос.

### Семейная вражда
Спустя некоторое время Майкл Холл, конкурент Тони Старка, создаёт протезы и экзокостюмы, используя свойства выжившего, впавшего в спячку, симбиота. Одна из его подчинённых, доктор Танис Ньевес, потерявшая правую руку, использует один из этих протезов, но неожиданно симбиот возвращается и заставляет её убить нескольких людей. После этого Карнаж насильно объединяется с ней и использует для того, чтобы освободить из тюремного заключения Клетуса Кэседи, который, как выясняется, выжил после нападения Часового, но потерял при этом обе ноги. Кэседи принимает симбиота и использует протезы, снова возвращаясь как Карнаж. Он хочет жестоко отомстить за своё поражение и пленение, в то время как Человек-паук и Железный человек пытаются его остановить. Здесь же выясняется, что симбиот вынашивал отпрыска, который рождается и переселяется на доктора Ньевес, образуя нового супергероя — Скорна (англ. Scorn; с англ. — «Презрение»). Скорн побеждает Визг и заставляет её использовать свой звуковой вопль для того, чтобы ослабить Карнажа. Супергероям удаётся его победить, но он сбегает с Доппельгенгером, обещая новое кровавое возвращение.

### Карнаж: С.Ш.А.
Карнаж отправляется в Довертон, штат Колорадо, заражая бо́льшую часть населения города копиями своего симбиота. Капитан Америка, Человек-паук, Росомаха, Соколиный глаз и Существо отправляются туда, пытаясь остановить суперзлодея, но все, кроме Паука, захватываются копиями симбиота. Потеряв связь с командой, «ЩИТ» посылает команду спецназа, усиленного симбиотами, — это Агония, Фэйдж, Райот и Лэшер, к которым присоединяется Скорн. Они подвергаются атаке множества жителей, захваченных копиями Карнажа. Капитану Америке на некоторое время удаётся подавить влияние симбиота, и он вызывает не иначе как Венома. Флэш Томпсон в качестве Агента Венома отправляется в Колорадо с целью убить Карнажа. Прибыв в город, он побеждает Карнажа. Веном желает его убить, засунув в рот Клетусу пистолет, но Человек-паук его останавливает. В это время Скорн использует изобретённое ею устройство, которое предназначено для устранения симбиотов с носителей, на борющихся Веноме и Карнаже. После этого супергерои побеждают симбиотов. Серия кончается тем, что Веном находит Флэша Томпсона и снова соединяется с ним, Скорн захватывает симбиота Карнажа, а Клетуса Кэседи арестовывают.

### Minimum Carnage
Карнаж снова сбегает из тюрьмы с помощью микронов. Агент Веном отправляется в тюрьму и обнаруживает, что Кэседи сбежал. Карнаж бежит в Хьюстон, штат Техас, и устраивает хаос, привлекая внимание Алого Паука. Карнаж берёт в заложники доктора Кетолу, эксперта по межпространственной транспортировке, и сбегает в Микровселенную. Его побеждают Веном и Алый Паук, которые используют звуковую бомбу из Микровселенной, чтобы временно отделить Клетуса от симбиота. Затем Алый Паук пронзает Кэседи глаз, лоботомируя его. Карнаж впадает в кататоническое состояние: симбиот поддерживает жизнь его тела, подобно системе жизнеобеспечения, но мозг и сознание Клетуса, как полагают, непоправимо повреждены, что оставляет симбиоту контроль над ним.

### Superior Carnage
После того, как Кэседи сделали лоботомию, и взять его под контроль ввиду излишне повреждённого разума было невозможно, Чародей изымает у Клетуса его симбиота. Он передаёт Карнажа доктору Карлу Малусу, чтобы сделать из него свою версию Венома. Взяв нового Карнажа под контроль и выдав ему оружие, Чародей нарекает его «Превосходным Карнажем» (англ. Superior Carnage).
Трио Чародея, Кло и Карнажа начинает штурм мэрии, убивая по пути несколько людей, и врывается в зал, чтобы покончить с мэром Джей Джоной Джеймсоном. Однако вместо него там сидел поджидающий суперзлодеев Превосходный Человек-паук. Разгорается битва. Во время сражения Чародей потерял над Карнажем контроль и очень сильно пострадал, будучи сброшенным с большой высоты Человеком-пауком, шокированным от обнаружения того, что Чародей прочёл его разум и знает об Отто Октавиусе. Карнаж, теперь освобождённый и полностью контролирующий тело Малуса, впадает в безумие и начинает убивать каждого человека, кому не повезло оказаться с ним рядом. Кло пытается его остановить, но ввиду того, что в драке его оружие было повреждено, он терпит неудачу и понимает, что единственный способ победить — чтобы Чародей вернул над Карнажем контроль. Карнаж и Кло отступают. Карнаж вступает в сражение с Превосходным Человеком-пауком и признаёт, что, хоть ему и нравилось пользоваться оружием, всё же тела куда приятнее разрывать и разрезать. Кло пытается заставить Чародея вновь взять Карнажа под контроль. Используя найденный в укрытии Чародея вибраниевый клинок, Карнаж протыкает звуковое тело Кло, что провоцирует мощный взрыв, который отделяет симбиота от Малуса. Симбиот решает занять тело раненого Чародея.
Карнаж-Чародей сражается с Человеком-пауком, пока его приспешники доставляют на поле битвы бессознательное тело Клетуса Кэседи. Когда Карнажу предоставляют тело Кэседи, он перекидывается на него и первым же делом поглощает доктора Малуса, а затем собирается прикончить Чародея. Тем не менее, эфемерный дух Кло концентрирует свои способности по манипуляции звуком в последний раз на долю секунды, чтобы создать мощный звуковой взрыв, выводящий Карнажа из строя, что позволяет вновь захватить симбиота (отдельно от Клетуса). В эпилоге показано, что симбиоту удалось восстановить повреждения мозга Чародея и Кэседи, что сопровождается сценой, где Клетус пишет «Карнаж РУЛИТ» на стене своей камеры.
Кусочек симбиота (который умер в неволе) сбегает из изоляции и отправляется на поиски Кэседи, который прикован к постели из-за того, что его заколол другой заключённый. Психолог Клетуса, ожидая, что симбиот в поисках своего носителя придёт в тюрьму, душит убийцу в лазарете, желая самому получить симбиота. Когда симбиот ворвался на объект, врач предлагает этому существу себя, но тот решительно отвергает его предложение и возвращается к Кэседи, воскресив его. Карнаж начинает с удушения доктора, а затем устраивает резню в тюрьме и сбегает оттуда.

### AXIS
Во время сюжетной линии «AXIS» 2014 года Магнето начинает вербовать злодеев для борьбы с Красным Черепом. Ему удаётся убедить Карнажа, сказав, что, став спасителем, он вызовет ещё больший хаос, и Карнаж соглашается. Когда он видит Дэдпула, то говорит ему, что «после этого у них будет разговор».
Во время битвы с Красным Черепом Доктор Дум и Алая Ведьма произносят заклинание, которое изменяет моральные принципы почти всех присутствующих, в том числе и Карнажа. Охваченный непреодолимым желанием стать героем, Карнаж возвращается в Нью-Йорк и отправляется «спасать» людей, не обращая внимания на то, что приносит больше вреда, чем пользы. Это доказывается, когда Человек-паук обнаруживает, что Карнаж спас семью от Кальмара и его банды «Щупальца». В это же время новый Пожиратель грехов убивает журналистов, чем пользуется недобросовестный репортёр Элис Глисон, которая пытается повысить свою популярность, симулируя сильное расстройство из-за этих убийств. Поверив крокодиловым слезам Элис и убедившись, что она добросердечный и сопереживающий человек, Карнаж спасает её от Пожирателя Грехов и похищает с намерением, чтобы Элис научила его быть «великим героем». Однако после того, как Карнаж побеждает Пожирателя Грехов, перегрузив противника всеми его старыми грехами, Элис выдаёт Карнажа и убеждает полицию, что он нападал на неё, но Карнаж просто делает вывод, что она учит его тому, что настоящий герой должен быть один, чтобы защищать других, и отмахивается.
Столкнувшись с угрозой морально злых Мстителей, стремящихся навязать свою власть, и злых Людей Икс, работающих с Апокалипсисом, чтобы захватить контроль над Манхэттеном, Человек-паук и постаревший Стив Роджерс вынуждены работать с Магнето и «Удивительными Мстителями», состоящими из Карнажа и других ставших добрыми злодеев. Карнаж не смог уничтожить генную бомбу Людей Икс, которая убила бы всех людей в радиусе взрыва, и жертвует собой, чтобы сдержать взрыв с помощью своего симбиота. Человек-паук описывает жертву Кэседи как худшего человека, которого он когда-либо знал, совершившего самый благородный поступок, который он когда-либо видел. После завершения Питер Паркер начинает создавать золотой и стразовый памятник Карнажу, как он обещал Клетусу перед его жертвой. После инверсии героев и злодеев появляется видеозапись, на которой Мстители из Астоннинг — с Карнажем в качестве «представителя» — провозглашают себя «Осью зла», беря на себя ответственность за действия Мстителей и Людей Икс во время инверсии ценой своего краткого пребывания в роли героев.

### Post-AXIS
Клетус Кэседи снова сымитировал смерть, хотя и потерял при этом нижнюю половину своего тела, и отправился в Кэрфри, штат Аризона, чтобы навестить нового друга, которого он приобрёл во время инверсии, друга, которому он был готов «помочь», Сэм Александр под псевдонимом Нова. Клетус оставил сообщение о своём возвращении в виде убийства случайного прохожего, у которого он спросил, где найти мальчика, как доказательство того, что он был возвращён к своей более естественной моральной оси.
Узнав, что мать Сэма работает в местной закусочной, Клетус пришёл туда и взял её в заложники, чтобы привлечь его внимание, но, устав ждать, Кэседи решил убить её. Нова прибыл раньше, чем он успел это сделать, и увёл его подальше от закусочной в безлюдное место, чтобы он никому не причинил вреда. Во время боя Нова пытался убедить его, что он не Сэм Александр, но маньяк ему не поверил. Получив ранение от Новы, Клетус скрылся, чтобы дать своему симбиоту исцелить себя, пока прибыла полиция. На следующий день, уже исцелившись от ожогов, Кэседи снова напал на Сэма, на этот раз в его школе.
Нападая на Сэма в школе, Карнаж увидел Нову, летающего поблизости (неизвестно, что это была мать Сэма в его шлеме). Разъярённый, Карнаж последовал за лже-Новой, но потерял его из виду. Тогда он начал нападать на невинных людей, пытаясь привлечь внимание Новы, и добился своего. Между ними завязалась битва. Карнаж был поднят Новой в небо, а затем врезался в парковку внизу, от удара сработали сигнализации машин, ошеломив Кэседи и его симбиота. Затем Нова бросил Клетуса, поняв слабость Карнажа к высоким звукам, на концерт Anthrax (метал группы, поклонником которой был Клетус), проходивший неподалёку. Когда симбиот закричал от боли, Кэседи выбежал оттуда на дорогу, но снова был атакован Новой. Он бросил машину в Нову, который поймал её в воздухе и, воспользовавшись этим, ударил его. Готовый добить своего противника, Карнаж был сбит грузовиком. Затем Нова связал его металлическими пластинами и оставил Карнажа, который рассказал, что хотел убить Нову, потому что хотел стереть память о своих добрых делах с того времени, когда у него была перевёрнута моральная ось, у всех, кто это помнит. Он был оставлен Сэмом на острове Рейкера.

### Сольная серия о Карнаже
Когда Клетус, как обычно, сбежал, он узнал, что одна женщина выжила в одной из его первых резнь. Разъярённый, он отправился за ней, но узнал, что это была ловушка, устроенная агентом ФБР Клэром Диксоном, Джоном Джеймсоном, ставшим Человеком-волком и Эдди Броком, ставшим Токсином. Они начали сражаться, но шахта, в которой они находились, начала разрушаться. Внезапно он встретил культ, поклоняющийся Хтону, который рассказал ему, что является частью пророчества Даркхолда и пролил свою кровь на книгу, дав Карнажу новые сверхъестественные способности.
После этого Карнаж захватил лодку, чтобы воскресить Хтона и получить вознаграждение. Когда команда Клэр добралась до лодки, её похитил Карнаж и связал её со своим третьим отпрыском, назвав его Рейзом. Затем команда попыталась убить Карнажа, взорвав лодку. Клетус добрался до девушки по имени Джубил ван Скоттер, не зная, кто она. Он попытался заразить её своим симбиотом, но у неё оказался иммунитет к нему, и она взорвала лодку, чтобы избавиться от Карнажа, после чего её спасла команда.
Карнаж выжил и отправился на остров, где смог воскресить Хтона. Команда вместе с Джубилом отправилась на остров и обнаружила бесчисленное количество мёртвых тел. Карнаж наконец воскресил Хтона, но был отброшен им в сторону. Поскольку у Джубил была часть силы Карнажа, Эдди Брок отдал ей своего симбиота Токсина и поглотил симбиота Рейза у Клэр. Вместе с симбиотом она приняла облик ангельского рыцаря и победила Хтона, что привело к смерти Токсина. Разъярённый Карнаж пытался убить команду, пока Клэр, избавившаяся от симбиота, не пожертвовала собой, чтобы спасти остальных. Команда использовала Даркхолд против Карнажа, отделив симбиота от Клетуса.

### Веномизированный
Поскольку Пойзоны начинают тотальную атаку на Вселенную Marvel, они твёрдо намерены после своей последней встречи с альтернативным Карнажем не оставлять таких диких личностей, которых они обозначили как аномалии, играть против них. В таком порядке, за его способность вызывать монстров, они стремятся поглотить Кида Кайдзю, в то время как Танос и его второй командир, Доктор Дум, отправляют Чёрную кошку и других за Клетусом Кэседи, чтобы отделить его от красного симбиота и заменить его своим собственным. Они находят Клетуса, который соединён уже не с Карнажем.
Когда Танос и Доктор Дум отчаянно хотят ввести Клетуса в свой улей, тем самым сделав себя сильнее, они обнаруживают, что по какой-то причине Клетус сопротивляется процедуре соединения симбиотов. В конце концов процедура соединения проходит успешно, и Карнаж поглощается Пойзоном. Хотя он и был поглощён Пойзоном, из-за своей психической нестабильности Клетус смог сопротивляться ассимиляции в улей Пойзона, и его сознание сохранилось, лишь притворяясь лояльным улью. Он сражался и с Веномом, и с Человеком-пауком, едва не лишив первого головы, а второго пронзив. В конце концов он был выброшен в космос Веномом и Опасностью, став одним из немногих Пойзонов, переживших смерть Королевы Пойзонов.
На последней странице комикса Venom #8 секта, поклоняющаяся Карнажу, завладела повреждённым телом Клетуса в камере и планирует оживить его, используя остатки Гренделя, которые они украли у Мейкера.

### Absolute Carnage
Выясняется, что Клетус вернулся из космоса, потому что симбиот Карнаж смог регенерировать себя, уничтожив Пойзона, а затем направил тело Клетуса обратно на Землю. Но, несмотря на даркхолдские улучшения, тело Клетуса было сильно повреждено, и он остался сильно обожжённым, но живым. После того, как культ, поклоняющийся Наллу, возглавляемый испорченным Скорном, извлёк тело Клетуса и украл образец симбиота Гренделя из лаборатории Мейкера, они захотели привязать симбиота Гренделя к Клетусу, чтобы он мог быть психически связан с Наллом через кодекс, остатки которого остались на теле дракона. Тело Клетуса было восстановлено, когда они успешно имплантировали симбиота Гренделя и выбрались из камеры, поначалу напоминавшей Древнего Венома (Веном, которым обладал Налл), но это длилось лишь временно: Клетус вырвал позвоночник Скорна, чтобы поглотить остатки симбиота Карнажа, оставшиеся после того, как она была его носительницей. Клетус решил взять на себя командование культом и помочь освободить Налла, отправившись выслеживать и поглощать кодексы других носителей симбиота, живых и умерших.
Заразив нескольких бездомных людей своими «червями разума», чтобы заставить их выполнять его приказы, Клетус снова воссоединился с Доппельгангером и Визг и вместе реформировал культ с жителями Довертона, которые были заражены Карнажем. Они вернулись в Довертон и получили кодексы от жителей и животных, вырвав все их корешки, и превратили Джона Джеймсона в своего агента.
Затем Клетус Кэседи выдал себя за Эдди Брока, чтобы дискредитировать его, вернулся на Манхэттен и позволил заключить себя в тюрьму на острове Рейкера. Позже он столкнулся с Ли Прайсом — который ранее был носителем симбиота Венома, а в настоящее время является носителем Мании — в тюремном кафетерии, и Кэседи вырвал из него симбиота Манию и поглотил его, уничтожив камеры наблюдения, чтобы подставить Брока под последующую резню.
После поглощения множества других кодексов и симбиота Мании, Клетус принял имя Тёмного Карнажа, скелетного монстра ростом в четыре метра со спиралью Налла на лбу и эмблемой белого дракона/паука на груди, и фактически стал полубогом, обладающим силой, намного превышающей ту, которую обычный симбиот даёт своему носителю, благодаря своим связям с Хтоном через проклятие Тёмного Холда и Наллом через симбиота Гренделя. Снова маскируясь под Эдди Брока, Тёмный Карнаж пробрался на склад, где прятались Эдди, Человек-паук и несколько других бывших носителей симбиота, чтобы использовать машину под названием S.C.I.T.H.E., которая может несмертельно удалять кодировки. Клетус узнал, что Дилан Брок был сыном Эдди. Когда появился настоящий Эдди, случайно узнав, что Человек-паук — это Питер Паркер, Тёмный Карнаж раскрыл себя и вызвал орду двойников Карнажа, чтобы напасть на склад. Симбиот Веном, устав от отказа Эдди убивать, решил соединиться с Брюсом Бэннером, однако Карнаж убил его в середине этого процесса. Поскольку Тёмный Карнаж понятия не имел, кто такой Бэннер, он был потрясён, когда Дьявол Халк воскресил его тело и завершил сцепление, нанеся мощный удар, который тот действительно почувствовал.
Пока они сражались, Тёмный Карнаж почувствовал силу Единого ниже всех и подумал, что будет, если он откроет Зелёную дверь и объединит её с эльдрической тьмой Налла, хотя веномизированный Халк отверг его предложение о союзе. Вонзив усики в мозг Халка, Тёмный Карнаж заставил его превратиться в Брюса Бэннера, а затем вырвал у него симбиота Венома. Ассимилировав его, Тёмный Карнаж превратился в ещё более мощную форму с чёрными драконьими рогами, чёрными латами и наручами, похожими на руки Налла, и стал способен превращать свои заострённые задние выступы в драконьи крылья. Теперь симбиот Грендель был достаточно силён, чтобы освободить Налла из его тюрьмы, Тёмный Карнаж улетел; его преследовал Эдди Брок, который объединил коды, собранные с помощью S.C.I.T.H.E., в дубликат симбиота Венома.
Пока они сражались в воздухе и на крышах, Тёмный Карнаж злорадствовал, что он на пороге победы и видит, как его орда вот-вот убьёт союзников Эдди, и говорил Эдди сдаться и дать себя поглотить. Застигнутый врасплох внезапным появлением Плаща и Кинжала, Железного Кулака, Огненной звезды, Морбиуса, Детлока, Капитана Марвел, Дэдпула и Крик, Тёмный Карнаж попал в туннель, где прятались Дилан Брок и Норми Озборн. Схватив Дилана, Тёмный Карнаж насмешливо сказал Эдди, что он обманом заставил его забрать оставшиеся кодексы и что теперь перед ним стоит выбор: позволить Тёмному Карнажу убить Дилана или убить Тёмного Карнажа, чтобы спасти Дилана, — и оба варианта приведут к пробуждению Налла. Вызвав из своего симбиота Некромеч, Эдди набросился на Тёмного Карнажа и разрубил его пополам. Труп Клетуса распался на части, когда слившиеся симбиоты Гренделя и Венома оставили его Эдди, что также привело к пробуждению Налла.

### Руины Рэйвенкрофта
Выясняется, что судьба Клетуса стать одним из помощников Налла связана с его предком Кортландом, который жил в эпоху колониализма. Кортланд стал серийным убийцей и поклонялся Наллу, что стало причиной психоза Клетуса.

## Альтернативные версии

### Spider-Man and Batman: Disordered Minds
По сюжету комикса-кроссовера Spider-Man and Batman: Disordered Minds #1 Карнаж вступает в союз с Джокером, а позднее противостоит ему. Данные персонажи встретились, когда Кассандра Брайар предпринимает попытку использовать их в качестве подопытных для разработанного ею чипа, который якобы «лоботомирует» их инстинкты убийц. После вживления чипа в Кэседи симбиот Карнаж удаляет его, в то время как сам Клетус, чтобы встретиться с Джокером, создаёт видимость, что чип работает. Карнаж удаляет чип Джокера, после чего два психопата заключают кратковременный альянс, однако впоследствии между ними развязывается конфликт: Карнаж хочет убивать как можно больше людей, смотря на их смерти крупным планом; Джокер же предпочитает убивать творчески, используя ловушки и трюки. Карнаж отвергает методы Джокера, расценив их медленными; последний же счёл Карнажа дилетантом, посчитав, что любой может просто взять и убить человека.

### Ultimate Marvel
Версия Клетуса Кэседи из вселенной Ultimate Marvel упоминается в списке грабителей кошек в базе данных The Daily Bugle.

### Spider-Man: Heroes and Villains Collection
Клетус Кэседи появился в серии комиксов Spider-Man: Heroes and Villains Collection.

### Marvel Mangaverse
Клетус Кэседи несколько раз появляется во вселенной Marvel Mangaverse.

## Вне комиксов

### Телевидение
- Клетус Кэседи / Карнаж появляется в мультсериале «Человек-паук» 1994 года, где его озвучил Скотт Клевердон[англ.][62]. Несмотря на то, что в этой версии ни разу не было показано, как Кэседи кого-то убивает, он изображён как ненормальный психопат со значительным криминальным прошлым. В эпизодах «Venom Returning» (с англ. — «Веном возвращается») и «Carnage» (с англ. — «Карнаж») Кэседи схвачен полицией в Нью-Йорке. После того, как симбиот Веном проникает в тюрьму, воссоединяется с Броком и сбегает, перед Клетусом появляется Барон Мордо, который рассказывает ему о другом симбиоте и предлагает его силы в обмен на служение Дормамму. Кэседи соглашается и тоже сбегает. Карнаж получает способность похищать жизненную энергию, чтобы Дормамму мог покинуть своё измерение и поглотить человеческое измерение. Позже Карнаж похищает Эшли Кафку, в результате чего Брок, Веном, Человек-паук и Железный человек объединяют силы, чтобы спасти её. После битвы Карнаж пытается утащить Эшли в царство Дормамму, но Брок и Веном жертвуют собой, чтобы спасти её, и падают через портал вместе с Карнажем, обеспечивая поражение Дормамму.
- Клетус Кэседи появляется в мультсериале «Непобедимый Человек-паук» (1999), где его озвучил Майкл Донован[англ.][63].
- Клетус Кэседи появился в эпизоде «Reinforcement» (с англ. — «Армирование») мультсериала «Новые приключения Человека-паука» (2008). Эта версия Клетуса является пациентом больницы Рэйвенкрофт. Он появляется на сеансе групповой терапии вместе с Доктором Осьминогом и Электро.

### Кино

Вуди Харрельсон в роли Клетуса Кэседи в фильме «Веном 2» (2021)

Клетус Кэседи появляется в фильмах медиафраншизы «Вселенная Человека-паука от Sony» в исполнении Вуди Харрельсона. Эта версия — жертва жестокого физического и психологического насилия со стороны отца, матери и бабушки, последних из которых он убил, чтобы избежать насилия, став серийным убийцей. Средства массовой информации назвали его монстром и канонизировали его обидчиков. Клетуса заключили в камеру смертников в тюрьме Сан-Квентин, и губернатор решил, что, учитывая исключительно ужасный характер преступлений Клетуса, следует отменить мораторий на смертную казнь в Калифорнии и казнить его.
- Клетус Кэседи впервые появляется в сцене после титров фильма «Веном» (2018), когда Эдди Брок допрашивает его в тюрьме. Клетус обещает сбежать и устроить бойню[64][65]. После выхода фильма Харрельсон заявил, что Клетус будет играть главную роль в сиквеле, поскольку не смог прочитать его сценарий до подписания контракта на первый фильм[66].
- Харрельсон повторил роль Клетуса Кэседи в фильме «Веном 2» (2021). В ожидании казни его посещает Брок, который хочет узнать местонахождение тел жертв Клетуса. Кэседи быстро начинает воспринимать Брока как родственную душу и отказывается разговаривать с кем-либо, кроме него. В день, когда его должны были казнить через смертельную инъекцию, Кэседи оскорбляет Брока, провоцируя его симбиота Венома напасть на него, что позволяет Клетусу укусить Брока за руку и поглотить часть его симбиота. Во время казни внутри Клетуса появляется новый симбиот, блокирующий инъекцию и наделяющий его сверхчеловеческими способностями, которые он использует, чтобы вырваться на свободу и устроить буйство в тюрьме. Затем симбиот представляется Карнажем и предлагает Клетусу помочь проникнуть в институт Рэйвенкрофт и освободить его возлюбленную, Фрэнсис Бэррисон, в обмен на то, что Кэседи поможет Карнажу убить Брока и Венома. Кэседи соглашается, и вместе с Фрэнсис продолжает буйствовать по всему Сан-Франциско, захватывая Патрика Маллигана и Энн Вейинг, чтобы привлечь внимание Брока и Венома. Когда Кэседи и Бэррисон пытаются пожениться в соборе, Брок и Веном сталкиваются с ними. Видя, что связь Клетуса и Карнажа неполная, Брок и Веном обманом заставляют Фрэнсис атаковать Клетуса и Карнажа с помощью её звуковой силы, которая разрушает собор, а падающий колокол собора падает на Фрэнсис. Эдди и Клетус отделяются от своих симбиотов. После соединения с Броком, Веном съедает Карнажа и откусывает голову Кэседи.

### Видеоигры
- Воплощение Клетуса Кэседи в качестве Карнажа появляется в качестве босса в играх The Amazing Spider-Man 2 (1992), Spider-Man and the X-Men in Arcade’s Revenge, The Amazing Spider-Man: Lethal Foes, Spider-Man and Venom: Maximum Carnage и Spider-Man and Venom: Separation Anxiety.
- Воплощение Клетуса Кэседи в качестве Карнажа — босс в видеоигре Spider-Man (2000), где его озвучил Ди Брэдли Бейкер. Он помогает Доктору Осьминогу в заговоре по организации вторжения симбиотов с помощью клонов, созданных из его симбиота. Карнаж сражается с Человеком-пауком, пока тот не побеждает его с помощью звуковых сигналов, но симбиот покидает Клетуса и соединяется с Докотором Осьминогом, превращая его в «Монстра Осьминога». Позже он жертвует собой, чтобы спасти Осьминога из его взорвавшейся лаборатории.
- Воплощение Клетуса Кэседи в качестве Карнажа появляется как игровой персонаж в версии игры Spider-Man: Friend or Foe для PSP. Озвучил персонажа Фред Татаскиоре.
- Воплощение Клетуса Кэседи в качестве Карнажа появляется как игровой персонаж в версиях игры Marvel: Ultimate Alliance 2 для Nintendo DS, PS3, Xbox 360, PS4, Xbox One и PC[67]. Он также появляется в качестве персонажа DLC в версиях для PS3 и Xbox 360.
- Воплощение Клетуса Кэседи в качестве Карнажа появляется как игровой персонаж в игре Marvel Super Hero Squad Online.
- Воплощение Клетуса Кэседи в качестве Карнажа появляется как босс в игре Marvel: Avengers Alliance.
- Воплощение Клетуса Кэседи в качестве Карнажа появляется как персонаж командной игры в Marvel Heroes.
- Воплощение Клетуса Кэседи в качестве Карнажа появляется как игровой персонаж в игре Marvel Puzzle Quest[68].
- Воплощение Клетуса Кэседи в качестве Карнажа появляется как игровой персонаж в Lego Marvel Super Heroes[69].
- Воплощение Клетуса Кэседи в качестве Карнажа появляется как финальный босс в игре The Amazing Spider-Man 2 (2014), где его озвучивает Давид Агранов. Эта версия — серийный убийца по прозвищу «Карнаж-убийца», который убивает других преступников и видит в Человеке-пауке родственную душу. Позже выясняется, что Клетус был выпущен из тюрьмы Уилсоном Фиском для терроризирования жителей Нью-Йорка, чтобы они поддержали его планы по перестройке города, однако он был вынужден позвать Крейвена-охотника после того, как Кэседи зашёл слишком далеко. Человек-паук и Крейвен выслеживают Клетуса и побеждают его. После отправки в Рэйвенкрофт Фиск финансирует эксперимент по введению Клетусу сыворотки «Веном», похожей на симбиота и основанной на нанитах. Получив контроль над сывороткой, Кэседи сбегает и заражает ею других. Узнав о слабостях симбиота, Человек-паук побеждает Клетуса и лишает его симбиота, после чего его снова заключают в тюрьму.
- Воплощение Клетуса Кэседи в качестве Карнажа появляется как игровой персонаж в мобильной игре Spider-Man Unlimited. Он также был боссом в ограниченном по времени событии Symbiote Dimensions.
- Воплощение Клетуса Кэседи в качестве Карнажа появляется как игровой персонаж в игре Marvel: Contest of Champions[70].
- Воплощение Клетуса Кэседи в качестве Карнажа появляется как игровой персонаж в игре Marvel: Future Fight.
- Воплощение Клетуса Кэседи в качестве Карнажа появляется как игровой персонаж в Lego Marvel Super Heroes 2[71][72]. По сюжету игры, Человек-паук, Мисс Марвел, Женщина-Халк, Гвен-паук и Человек-паук 2099 проникают в Alchemax, но подвергаются нападению учёных, заражённых симбиотами Карнажем и Веномом. Позже Зелёный гоблин 2099 использует осколок Нексуса всех реальностей, чтобы объединить Венома и Карнажа в новое существо, которое он может контролировать и которое Человек-паук называет «Карном[англ.]». Карном побеждён героями, которые освобождают его от контроля Гоблина. Когда герои забирают осколок, Карном преследует Гоблина 2099 в отместку за его жестокое обращение. Карном также является игровым персонажем в игре.
- Воплощение Клетуса Кэседи в качестве Карнажа появляется как игровой персонаж в Marvel Strike Force.
- Клетус Кэседи появляется в игре Spider-Man 2 (2023), где его озвучил Чед Дорек[73]. Он является главным антагонистом побочного квеста «Пламя», где возглавляет одноимённую религиозную секту поджигателей. Человек-паук и Призрак срывают его план по подрыву Бруклина, столкнув с рельсов набитый взрывчаткой поезд «Oscorp». Тем не менее, Кэседи раскрывает, что на самом деле он намеревался выкрасть симбиота компании, чтобы устроить с его помощью «резню». Человеку-пауку и Призраку не удаётся остановить его, и Кэседи уходит вместе с симбиотом в окружении своих последователей[74].

### Театр
Воплощение Клетуса Кэседи в качестве Карнажа появляется в бродвейском мюзикле Spider-Man: Turn Off the Dark, где его играет Коллин Баджа. Эта версия является членом Зловещей шестёрки и изначально была учёным из Oscorp, которого Зелёный гоблин заставил стать суперзлодеем.

## Комментарии
1. ↑  Иногда встречается написание Кэ́ссиди.